# 珀蒂特特尔岛

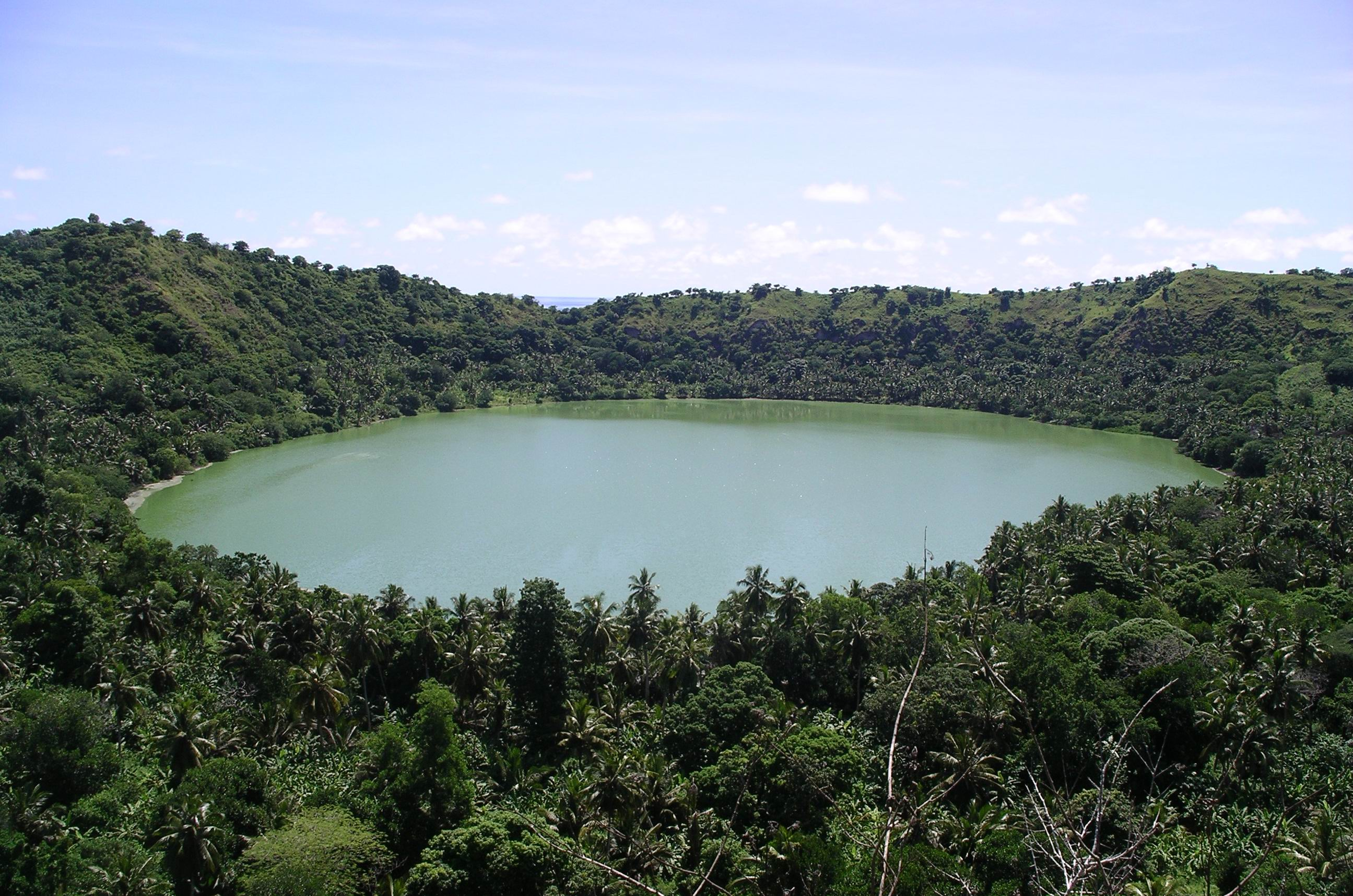
济亚尼湖

珀蒂特特尔岛（法語：Petite-Terre，發音：[pətit tɛʁ]，意为“小土地”）法国海外省马约特的一座岛屿，是仅次于格朗德特尔岛的马约特第二大岛。该岛北端为济亚尼湖，其位于火山口，湖水含硫。市镇藻德济和帕芒济位于该岛。
由于其战略价值，珀蒂特特尔岛在第二次世界大战期间被扬·史末资指示的盟军占领。该岛曾是马约特最重要的岛屿，其有马约特唯一的机场，马约特前首府藻德济位于该岛北部。然而在1977年，马穆楚被选为新首府。